# گلیز ۱۲
گلیز ۱۲ (به انگلیسی: Gliese 12) یا (اختصاری GJ 12) یک ستاره کوتوله قرمز است که در فاصله ۳۹٫۷ سال نوری (۱۲٫۲ پارسک) از ما در صورت فلکی حوت قرار دارد. حدود ۲۴ درصد جرم و ۲۶ درصد شعاع خورشید و دمایی در حدود ۳۲۹۶ کلوین (۳۰۲۳ درجه سانتیگراد؛ ۵۴۷۳ درجه فارنهایت) دارد. این یک ستاره غیرفعال است و میزبان یک سیاره فراخورشیدی شناخته شده است.

## منظومه سیاره ای
سیاره فراخورشیدی در حال عبور Gliese 12 b توسط TESS کشف شد، و دو مطالعه مستقل که آن را به عنوان یک سیاره تأیید می‌کند در ماه می ۲۰۲۴ منتشر شد. گلیز ۱۲ از نظر اندازه شبیه به زمین و زهره است و هر ۱۲٫۸ روز یک بار به دور ستاره خود می‌چرخد. جرم آن ضعیف محدود است، اما شناخته شده است که کمتر از ۴ برابر جرم زمین است.
همراه با سیارات TRAPPIST-1، Gliese 12 b یکی از نزدیکترین سیارات فراخورشیدی در حال عبور نسبتاً معتدل شناخته شده است، و به همین ترتیب یک هدف امیدوارکننده برای تلسکوپ فضایی جیمز وب برای تعیین اینکه آیا اتمسفر را حفظ کرده است یا خیر. گلیز ۱۲ کمی نزدیکتر از لبه داخلی منطقه قابل سکونت ستاره خود، با تابش بین زمین و زهره می‌چرخد. دمای تعادل آن، با فرض صفر آلبیدو، 315 K (۴۲ درجه سانتیگراد؛ ۱۰۷ درجه فارنهایت) است. اگر اتمسفر داشته باشد، دمای سطح آن بیشتر از این خواهد بود.